# Вест-Бюхель (Кентуккі)
Вест-Бюхель (англ. West Buechel) — місто (англ. city) в США, в окрузі Джефферсон штату Кентуккі. Населення — 1370 осіб (2020).

## Географія
Вест-Бюхель розташований за координатами 38°11′45″ пн. ш. 85°40′7″ зх. д. / 38.19583° пн. ш. 85.66861° зх. д. (38.195744, -85.668681).  За даними Бюро перепису населення США в 2010 році місто мало площу 1,56 км², з яких 1,54 км² — суходіл та 0,02 км² — водойми. В 2017 році площа становила 1,68 км², з яких 1,66 км² — суходіл та 0,02 км² — водойми.

## Демографія
Згідно з переписом 2010 року, у місті мешкало 1230 осіб у 552 домогосподарствах у складі 300 родин. Густота населення становила 790 осіб/км².  Було 589 помешкань (378/км²).
Расовий склад населення:
| - 50,3 % — білих - 38,1 % — чорних або афроамериканців - 1,6 % — азіатів - 0,7 % — корінних американців - 4,0 % — осіб інших рас |

До двох чи більше рас належало 5,3 %. Частка іспаномовних становила 11,6 % від усіх жителів.
За віковим діапазоном населення розподілялося таким чином: 25,9 % — особи молодші 18 років, 68,2 % — особи у віці 18—64 років, 5,9 % — особи у віці 65 років та старші. Медіана віку мешканця становила 30,0 року. На 100 осіб жіночої статі у місті припадало 100,7 чоловіків;  на 100 жінок у віці від 18 років та старших — 99,3 чоловіків також старших 18 років.
Середній дохід на одне домашнє господарство  становив 33 931 долар США (медіана — 31 685), а середній дохід на одну сім'ю — 36 740 доларів (медіана — 33 200). Медіана доходів становила 26 250 доларів для чоловіків та 27 768 доларів для жінок. За межею бідності перебувало 24,2 % осіб, у тому числі 32,0 % дітей у віці до 18 років та 18,1 % осіб у віці 65 років та старших.
Цивільне працевлаштоване населення становило 622 особи. Основні галузі зайнятості: освіта, охорона здоров'я та соціальна допомога — 22,5 %, роздрібна торгівля — 16,2 %, мистецтво, розваги та відпочинок — 15,4 %.